# Tarenna mollissima
Tarenna mollissima är en måreväxtart som först beskrevs av Wilhelm Gerhard Walpers, och fick sitt nu gällande namn av William Robinson. Tarenna mollissima ingår i släktet Tarenna och familjen måreväxter. Inga underarter finns listade i Catalogue of Life.